# Déclaration écrite
Une déclaration écrite, instituée par l'article 116 du règlement du parlement européen, est un texte d'une longueur maximum de 200 mots présenté par au plus cinq députés européens, soumis pendant trois mois à l'ensemble des députés. Si la déclaration recueille une majorité de signatures, elle devient un acte officiel du parlement et est alors transmise aux destinataires qu'elle mentionne. La révision générale du règlement du Parlement, adoptée le 13 décembre 2016, a donné lieu à la suppression de l’article 136. Cela implique la disparition des déclarations écrites.